# Brahmina agnella
Brahmina agnella är en skalbaggsart som beskrevs av Franz Faldermann 1835. Brahmina agnella ingår i släktet Brahmina och familjen Melolonthidae. Utöver nominatformen finns också underarten B. a. gobica.